# Élection présidentielle américaine de 2012 dans le Wyoming
L'élection présidentielle américaine de 2012 dans le Wyoming a lieu le 6 novembre 2012 comme dans les 49 autres États qui composent les États-Unis ainsi que le district de Columbia. Les électeurs wyomingais choisissent des grands électeurs pour les représenter dans le collège électoral à travers un vote populaire. Le Wyoming dispose en 2012 de 3 grands électeurs. L'État donne l'ensemble de ses grands électeurs au candidat du Parti républicain, l'ancien gouverneur du Massachusetts Mitt Romney. 
Le candidat vainqueur de ce scrutin dans tout le pays sera néanmoins le candidat démocrate Barack Obama qui débutera un second mandat à la présidence des États-Unis le 20 janvier 2013. 